# 霹靂情
《霹雳情》（英語：Dancing Warrior）是1985年张彻执导，黄霑、杜良媞编剧，程天赐等人出演的一部香港電影，该电影主要讲述一个会武术的舞蹈家到了美国的事情。

## 劇情簡介
一位会功夫的武术家因为不满社团的一些状况，于是离开了社团，并在之后卖艺为生。
而后，一个人欺骗他，让他去美国发展，而他对此也没有任何怀疑的就去了美国，并且当他到了美国之后才知道自己被骗了。不过所幸身无分文的他受到了一个朋友的帮助，并且还有一个公司找上了他，并要他以舞台賣藝的方式謀生。可实际上，公司的那些人只不过是希望他能成为公司的摇钱树。
然后又过了一段时间，之前帮助过他的朋友死于非命，并且通过他的调查，发现朋友的死，与和自己的合作的公司有关，于是他为了向朋友复仇，决定用武力来向公司讨一个说法，可最后，他却因为重伤不治而死。

## 演员
- 程天赐
- 葛香亭
- 陈观泰
- 吕方
- 杨黎苏
- 梅艳芳

## 相關連結
- 豆瓣电影上《霹靂情》的資料 （简体中文）
- 互联网电影数据库（IMDb）上《霹靂情》的资料（英文）